# Centre d'études de la neige
Pour les articles homonymes, voir CEN.
Le Centre d'études de la neige (CEN) est une unité de recherche de Météo-France basée sur le domaine universitaire de Grenoble à Saint-Martin-d'Hères. Il est l'un des laboratoires de l'Observatoire des sciences de l'Univers de Grenoble.

## Historique
Il a démarré en 1959 par le suivi de l'enneigement à partir d'un site toujours actif au col de Porte (1 325 m), à une vingtaine de kilomètres de Grenoble. Prenant de l'ampleur à partir de 1965, ses fonctions passèrent à la protection des avalanches durant les Jeux olympiques d'hiver de 1968.
Après l'avalanche meurtrière de Val d'Isère en 1970, le CEN fut responsable de la prévention du risque d'avalanches pour tous les massifs, jusqu'à la décentralisation de Météo-France en 1985 confiant cette tâche aux stations météorologiques de montagne et le rôle de coordinateur technique national au Centre.

## Applications
Depuis lors, le CEN consacre tout son effectif de 28 personnes et tous ses moyens matériels à la recherche sur la neige et à la mise au point d'outils numériques d'analyse et d'aide à la prévision.
Une modélisation numérique nommée Safran-Crocus a été utilisée pour la première fois aux Jeux olympiques d'hiver de 1992.
Le CEN en collaboration avec l'institut national de recherche en sciences et technologies pour l'environnement et l'agriculture analyse également à partir du lac Blanc à Vaujany le transport de la neige par le vent. Il observe aussi la neige en 3D en utilisant le synchrotron européen pour mieux voir ses modèles de métamorphoses et de mécanique, afin de créer de nouvelles modélisations.
Enfin, autre champ d'études, l'action du climat sur l'enneigement. En simulant des hausses de température, on constate par exemple qu'avec +2° à la fin du siècle, un scénario probable serait la perte d'un mois d'enneigement à 1 500 m d'altitude, avec plus de neige en haute altitude.